# Arthur Sullivan
Arthur Sullivan   (Londres, 13 de maig de 1842 - Londres, 22 de novembre de 1900), MVO, va ser un compositor anglès. És conegut per 14 col·laboracions operístiques amb el dramaturg W. S. Gilbert, incloent-hi H.M.S. Pinafore, The Pirates of Penzance i The Mikado. Les seves obres inclouen 24 òperes, 11 grans obres orquestrals, deu obres corals i oratoris, dos ballets, música incidental per diverses peces i nombroses obres d'església, cançons i peces per a piano i de càmera. Els seus himnes i cançons inclouen "Endavant, Soldats Cristians" i "The Lost Chord".

## Biografia
Fill d'un mestre militar, Sullivan va compondre el seu primer himne als vuit anys i més tard va ser solista en el cor masculí de la Capella Real. El 1856, als 14 anys, va rebre la primera Beca Mendelssohn de la Royal Academy of Music, que li va permetre estudiar en l'acadèmia i després en el Conservatori de Leipzig, a Alemanya. La seva peça de graduació, música incidental per The Tempest (1861) de Shakespeare, va ser rebuda amb aclamació en la seva primera presentació en Londres. Entre les seves primeres obres importants estaven un ballet, L'Île Enchantée (1864), una simfonia, un concert per a violoncel (ambdós de 1866) i la seva Overture di Ballo (1870). Per complementar el que rebia pels seus concerts, va escriure himnes, balades de saló i altres peces lleus, i va treballar com organista d'església i professor de música.
El 1866, Sullivan va compondre una òpera còmica d'un acte, Cox and Box, que encara és àmpliament presentada. Va escriure la seva primera obra amb W. S. Gilbert, Thespis, el 1871. Quatre anys després, l'empresari Richard D'Oyly Carte va contractar Gilbert i Sullivan per crear una peça d'un acte, Trial by Jury (1875). L'èxit de taquilla va dur als col·laboradors a fer una sèrie de dotze llargmetratges còmics. Després de l'èxit extraordinari d'H.M.S. Pinafore (1878) i The Pirates of Penzance (1879), Carte va utilitzar els beneficis de la societat per construir el Teatre Savoy el 1881, i els seus treballs conjunts es van conèixer com a òperes Savoy. Entre les òperes posteriors més conegudes estan The Mikado (1885) i The Gondoliers (1889). Gilbert va trencar amb Sullivan and Carte el 1890, després d'una discussió sobre despeses en el Savoy. Es van reunir en la dècada de 1890 per dues obres més, però no van aconseguir la popularitat de les anteriors.
Les rares peces serioses de Sullivan durant la dècada de 1880 van incloure dues cantatas, The Martyr of Antioch (1880) i The Golden Legend (1886), la seva obra coral més popular. També va escriure música incidental per produccions de West End de diverses peces de Shakespeare i va tenir càrrecs com a director i acadèmic. L'única gran òpera de Sullivan, Ivanhoe, encara que inicialment un èxit el 1891, rarament va ser representada. En la seva última dècada, Sullivan va compondre òperes còmiques amb diversos llibretistes i va escriure altres obres majors i menors. Va morir als 58 anys, considerat el principal compositor de Gran Bretanya. El seu estil d'òpera còmica va servir de model per les generacions de compositors de teatre musical que van seguir, i la seva música encara és executada, gravada i presentada a través de Pastitx.{